# Museo Ebraico di Venezia
Il Museo Ebraico di Venezia è un museo diffuso ovvero un complesso urbanistico architettonico e museale che include spazi espositivi e sinagoghe presenti all'interno ed all'esterno del Museo stesso. Si trova nel cuore del sestiere di Cannaregio e vi si accede dal campo del Ghetto Novo, nell'angolo tra le due più antiche sinagoghe di Venezia. Istituito nel 1954 dalla Comunità Ebraica di Venezia, dal 1990 è regolarmente aperto al pubblico con visite guidate, esposizioni permanenti e temporanee.

## Collezione permanente
La collezione permanente del museo comprende oggetti rituali e di uso domestico legato alle festività ebraiche, tessuti di addobbo della Torah e della sinagoga, una collezione di ketubboth (contratti matrimoniali), una collezione di libri antichi tra cui uno dei primi Talmud stampato da Daniel Bomberg nel 1500.
Gli spazi espositivi comprendono: una sala degli argenti dedicata agli oggetti rituali legati alle varie festività ebraiche e agli abbellimenti della Torah (vi sono preziosi esempi di Rimmonim, i puntali dei bastoni su cui si arrotola la Torah, e di Ataroth, le corone della Torah); la seconda sala invece presenta tessuti di addobbo della Sinagoga, come i parochet, tende dell'Aron haQodesh (tra questi particolarmente prezioso è quello di Stella da Perugia del '600) e le Mappoth, tessuti della Torah.
Altre due sale vengono solitamente adibite a mostre temporanee mentre all'ultimo piano, vicino all'entrata del matroneo della Scola Canton si può visitare un'antica Sukkah oggi restaurata.
All'interno del Museo si trovano anche una libreria specializzata in judaica e una caffetteria Kasher.

## Sinagoghe
Dal museo del ghetto è possibile accedere, con visita guidata, ad alcune delle Sinagoghe di Venezia: la Scuola Grande Tedesca e la Scuola Canton di rito Ashkenazita, nella zona del Ghetto Novo e alla Scola Levantina, sinagoga collocata in Ghetto Vecchio nella parte Sefardita del quartiere ebraico.

## Mostre temporanee
| Titolo                                                   | Inizio          | Fine           | Sede                     | Città   |
| -------------------------------------------------------- | --------------- | -------------- | ------------------------ | ------- |
| Volti e storie di una comunità. Ritratti oggetti memorie | 15 gennaio 2017 | 5 marzo 2017   | Museo Ebraico di Venezia | Venezia |
| La nuova Haggadah di Venezia                             | 17 aprile 2016  | 31 luglio 2016 | Museo Ebraico di Venezia | Venezia |